# Немачки бојни брод Шарнхорст
Шарнхорст је био немачки бојни брод у Другом светском рату. Потопљен је од Британаца 26. децембра 1943.

## Карактеристике
Шарнхорст је био наоружан са 9 топова калибра 280 мм, 12 калибра 150 мм, 14 калибра 105 мм и 16 калибра 37 мм. Имао је и 4 хидроавиона. Посаду је сачињавало 1.460 људи. До 1940. био је највећи брод немачке ратне морнарице.
Шарнхорст је био један од два бојна брода класе Шарнхорст, које је нацистичка Немачка изградила у периоду 1935-1939. након што се ослободила ограничења у величини и броју ратних бродова наметнутих Лондонским споразумом (1930)са Великом Британијом. Бојни бродови типа Шарнхорст били су депласмана 26.000 тона, брзине 27 чворова, наоружана са 9 главних топова калибра 280 мм у три троцевне куле (две на прамцу, једна на крми) и 12 помоћних топова од 150 мм у двоцевним и једноцевним кулама. Главна артиљерија служила је за борбу против површинских бродова на великим растојањима (домета до 30 км) ван домета торпеда, а помоћна (тзв. противторпедна) артиљерија калибра 20-152 мм била је намењена за блиску одбрану од торпедних бродова и ПВО и размештена по целом броду. На крменом делу постављена су и по 2 катапулата за избацивање хидроавиона. Торпедно наоружање било је задржано само на јапанским и немачким бојним бродовима.

## Служба
Почетком Другог светског рата, заједно са бојним бродом Гнајзенау, учествовао је у крстаричком рату против Велике Британије. Потопио је код Исланда 23. новембра 1939. британску помоћну крстарицу Равалпинди. У норвешкој кампањи, заједно са Гнајзенауом, потопио је јуна 1940. два савезничка помоћна брода, један ескортни брод, носач авиона Глориоус и два разарача. Том приликом је оштећен торпедом и гоњен, па се повлачи у Тронхајм, потом у Кил. У дејствима на противничке комуникације на Атлантику, у периоду фебруар-март 1941, у два наврата заједно са Гнајзенауом напада савезничке конвоје у подручју Њуфаундленда и потапа или заплењује 21 брод (108.000 БРТ). Гоњен и теже оштећен, склонио се 22. марта у Брест, а 11-12. фебруара 1942. пробио се кроз Ламанш, и оштећен упловио у Вилхелмсхафен. Од марта 1943. био је у саставу немачких поморских снага у Норвешкој.

### Битка код Медвеђег острва
26. децембра 1943, под адмиралом  Ерихом Бејом, напао је савезнички арктички конвој јужно од Медвеђег острва. Снаге непосредног осигурања конвоја (крстарице Норфок, Шефилд, Белфаст и 4 разарача) под адмиралом Робертом Бернитом, у 8 часова и 40 минута радаром су откриле Шарнхорст на 13 наутичких миља, а на 12.000 м осветлиле га светлећим гранатама и оштетиле артиљеријском ватром. Шарнхорст је прекинуо додир и покушао нови напад на конвој, али у 12. часова и 5 минута, после поновног додира са снагама осигурања, морао је да се повуче према југоистоку. У 16 часова и 17 минута пристигло је посредно осигурање конвоја (бојни брод Војвода од Јорка, крстарица Јамајка и 4 разарача), под адмиралом Б. Фрејзером. После кратког, али жестоког боја британске снаге потопиле су Шарнхорст артиљеријом и торпедима. Спасено је свега 36 чланова посаде.